# Utricularia paulineae
Utricularia paulineae — вид рослин із родини пухирникових (Lentibulariaceae).

## Біоморфологічна характеристика
Прикріплена водна трава. Віночкова нижня губа ниркоподібна, верхня губа жовта. Квітки фіолетові й жовті, у грудні.

## Середовище проживання
Цей вид є ендеміком південно-західної Австралії.
Цей вид зустрічається в сезонно затоплених осокових болотах і протоках.

## Використання
Цей вид культивується невеликою кількістю ентузіастів роду, комерційна торгівля незначна.